# Chambon-sur-Cisse
Chambon-sur-Cisse là một xã thuộc tỉnh Loir-et-Cher trong vùng Centre-Val de Loire miền trung nước Pháp.